# Pyrrhopyge proculus
Espèce
Pyrrhopyge proculus est une espèce de lépidoptères (papillons) de la famille des Hesperiidae, de la sous-famille des Pyrginae, de la tribu des Pyrrhopygini et du genre Pyrrhopyge.

## Dénomination
Pyrrhopyge proculus a été nommé par Carl Heinrich Hopffer en 1874.

### Nom vernaculaire
Pyrrhopyge proculuss se nomme Proculus Firetip en anglais.

### Sous-espèces
- Pyrrhopyge proculus proculus ; présent en Colombie, au Venezuela, à Trinité-et-Tobago, au Brésil et en Guyana[2].
- Pyrrhopyge proculus cardus Mabille, 1891 ; présent dans le nord du Brésil.
- Pyrrhopyge proculus cintra Evans, 1951 ; présent  dans le nord du Brésil et du Pérou, au Surinam, en Guyana et en Guyane[2].
- Pyrrhopyge proculus draudti Bell, 1931 ; présent en Colombie, au Venezuela, en Bolivie, en Équateur et au Pérou[3].
- Pyrrhopyge proculus hyleus (Mabille, 1891) ; présent dans le nord du Brésil.
- Pyrrhopyge proculus lina Bell, 1947 ; présent dans le nord du Brésil[1].

## Description
Pyrrhopyge proculus est un papillon d'une envergure d'environ 45 mm au corps trapu noir, avec la tête et l'extrémité de l'abdomen rouge. 
Les ailes sont de couleur bleu foncé verdi Pyrrhopyge proculus proculus, gris vert chez Pyrrhopyge proculus cintra et Pyrrhopyge proculus draudti. Les ailes postérieures présentent sur le revers  une partie basale blanche veinée de foncé.

## Écologie et distribution
Pyrrhopyge proculus est présent en Colombie, au Venezuela, à Trinité-et-Tobago, en Bolivie, en Équateur, au Pérou, au Brésil, au Surinam, en Guyana et en Guyane,. 

### Protection
Pas de statut de protection particulier.